# Abrostola pacifica
Abrostola pacifica là một loài bướm đêm trong họ Noctuidae.